# Osmund (metalurgia)
Osmund – postać handlowa żelaza używana od średniowiecza do XVII wieku. Było to kowalne żelazo surowe w formie bryłek o masie rzędu 300 gramów. Wytwarzane z rud żelaza w procesie fryszerki. Duża ilość osmundu pochodzącego ze Szwecji była przerabiana w gdańskich hamerniach.